# Estación de Saint-Blaise-Lac
La estación de Saint-Blaise-Lac es una estación ferroviaria de la comuna suiza de Saint-Blaise, en el Cantón de Neuchâtel.

## Historia y situación
La estación de Saint-Blaise-Lac fue inaugurada en el año 1901 con la puesta en servicio de la línea Berna - Neuchâtel por parte del Bern-Neuenburg-Bahn (BN). BN pasaría a ser integrada en 1997 en BLS Lötschbergbahn, que al fusionarse en 2006 con Regionalverkehr Mittelland AG pasaría a ser BLS AG.
Se encuentra ubicada en el oeste del núcleo urbano de Saint-Blaise. Cuenta con dos andenes laterales a los que acceden dos vías pasantes. En la comuna existe otra estación ferroviaria, Saint-Blaise CFF, situada en la línea Olten - Biel/Bienne - Neuchâtel - Lausana.
En términos ferroviarios, la estación se sitúa en la línea Berna - Neuchâtel. Sus dependencias ferroviarias colaterales son la estación de Marin-Epagnier hacia Berna y la estación de Neuchâtel, extremo de la línea.

## Servicios ferroviarios
Los servicios ferroviarios de esta estación están prestados por BLS:

### Regional
- R Friburgo - Murten - Ins - Neuchâtel. Trenes cada hora desde Friburgo hasta Murten y Neuchâtel.

### S-Bahn Berna
Desde la estación de Saint-Blaise-Lac se puede ir a Berna mediante la red de S-Bahn Berna operada por BLS:
- S 5 Berna - Kerzers - Ins - Neuchâtel.
- S 52 Berna - Kerzers (- Ins - Neuchâtel). Servicios esporádicos a primera hora de la mañana y por la noche.